# Paulx
Paulx is een gemeente in het Franse departement Loire-Atlantique (regio Pays de la Loire). De plaats maakt deel uit van het arrondissement Nantes. Paulx telde op 1 januari 2022 2.042 inwoners.

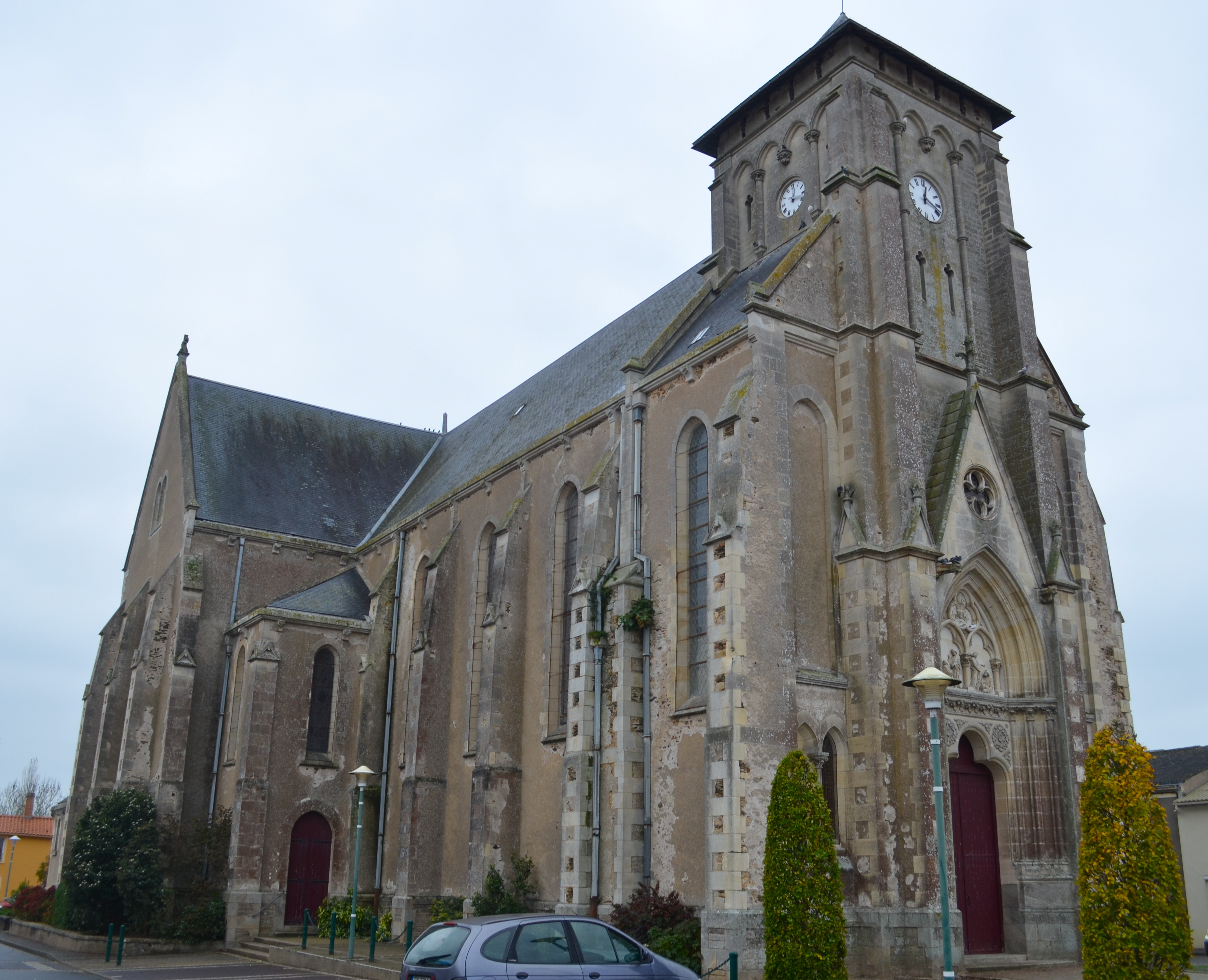
De kerk van Paulx

## Geografie
De oppervlakte van Paulx bedroeg op 1 januari 2022 35,92 vierkante kilometer; de bevolkingsdichtheid was toen 56,8 inwoners per km².

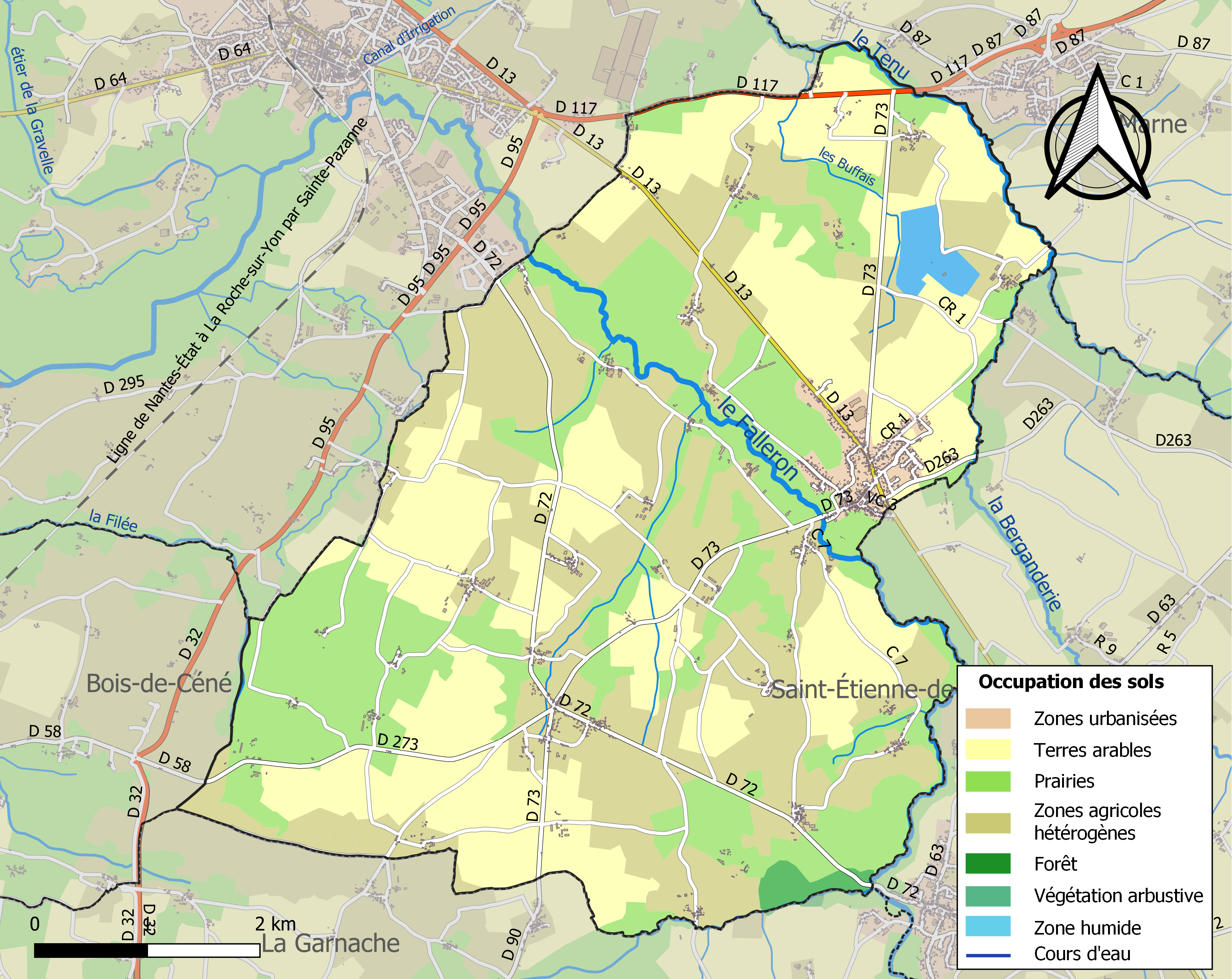
Kaart van de gemeente met de belangrijkste infrastructuur, bodemgebruik en omliggende gemeenten

## Demografie
Onderstaande figuur toont het verloop van het inwonertal (bron: INSEE-tellingen).